# Élida (regionální jednotka)
Élida, Élis, Ilia nebo Eleia (novořecky: Ήλιδα) je moderní řecká regionální jednotka, nacházející se na severozápadě poloostrova Peloponés a náležející ke kraji Západní Řecko. Je vymezena podobně jako stejnojmenné historické území. Má rozlohu 2618 km². V roce 2011 v Élidě žilo 159 300 obyvatel. Hlavním městem je Pyrgos. Na území regionální jednotky se nachází Olympia.

## Správní členění
Regionální jednotka Élida se od 1. ledna 2011 člení na 7 obcí:

Obce v regionální jednotce Élidě

| číslo na mapce | Obec                 | řecky                          | rozloha (km²) | počet obyvatel | hustota zalidnění | sídlo obce |
| -------------- | -------------------- | ------------------------------ | ------------- | -------------- | ----------------- | ---------- |
| 1              | Pyrgos               | Δήμος Πύργου                   | 455,12        | 48 370         | 106,28            | Pyrgos     |
| 2              | Élida                | Δήμος Ήλιδας                   | 401,90        | 32 219         | 80,17             | Amaliada   |
| 3              | Andritsaina-Krestena | Δήμος Ανδρίτσαινας - Κρεστένων | 419,19        | 14 109         | 33,66             | Krestena   |
| 4              | Starověká Olympia    | Δήμος Αρχαίας Ολυμπίας         | 544,88        | 13 409         | 24,61             | Olympia    |
| 5              | Zacharo              | Δήμος Ζαχάρως                  | 275,65        | 8 953          | 32,48             | Zacharo    |
| 6              | Andravida-Kyllini    | Δήμος Ανδραβίδας - Κυλλήνης    | 354,12        | 21 581         | 60,94             | Lechaina   |
| 7              | Pineios              | Δήμος Πηνειού                  | 155,05        | 21 034         | 135,66            | gastouni   |